# Ernst Brauner
Ernst Brauner (* 12. Oktober 1928 in Wien; † 8. Juni 2019 ebenda) war ein österreichischer Schriftsteller.

## Leben
Er studierte Philosophie, Germanistik und Theaterwissenschaft (Dissertation 1950 an der Universität Wien zur Ästhetik des Films). Als Chefredakteur und Verlagsleiter war er in der Medienbranche tätig. Er wurde am Neustifter Friedhof bestattet.

## Schriften (Auswahl)
- Struldbrugs. Eine Chronik aus den ersten Jahrzehnten des dritten Jahrtausends. Roman. Klagenfurt 2008, ISBN 978-3-85129-702-7.
- Die wundersame Päpstin. Ein Schelmenroman. Klagenfurt 2009, ISBN 978-3-85129-809-3.
- Jenseits von Sodom. Roman. Klagenfurt 2010, ISBN 978-3-85129-866-6.
- Ein Attentat. Roman. Klagenfurt 2017, ISBN 3-99029-257-9.